# Isla Wa
Isla Wa o bien Wa Kyun es una isla en el mar de Andaman, al lado de la costa del estado de Mon, en la zona sur de Birmania. Esta isla de 2 km de largo se encuentra en medio de una zona con un banco de arena. Está cubierta de un bosque denso y se eleva a una altura de 135 m.
Wa Kyun está en el centro de una cadena de pequeñas islas costeras que se encuentran frente a la desembocadura del río Ye. La isla de Kokunye Kyun se encuentra a 10 km al norte de Wa Kyun.
Hay tres islas más pequeñas situadas en el mismo banco de Wa Kyun:
- Isla Hngetpiaw (Hngetpiaw Kyun)
- Isla Nat (Nat Kyun)
- Isla Kyettaik (Kyettaik Kyun)